# 42e division (armée impériale japonaise)
Pour les articles homonymes, voir 42e  division.
La 42e division (第42師団, Dai-yon-jū-ni shidan) est une unité d'infanterie de l'armée impériale japonaise basée à Sendai durant la Seconde Guerre mondiale. Son nom de code est Division Distinction (勲兵団, Isao-heidan). Elle est créée le 1er juin 1943 en tant que division triangulaire en même temps que les 43e, 46e et 47e divisions. Elle est affectée le 16 mars 1944 à la 27e armée. Deux détachements sont placés comme garnison à Simouchir dans les îles Kouriles. Le 12e régiment d'artillerie est détaché de la 42e division en mai 1944.
Comme la 27e armée est dissoute le 1er février 1945, la 42e division est transférée à Hokkaidō et placée sous le contrôle de la 5e armée régionale.
En juillet 1945, plusieurs milliers d'hommes sont détachés de la division pour former d'autres unités militaires. La 42e division est dissoute en septembre 1945 après la reddition du Japon sans avoir combattu.